# Битва при Крефельде
Битва при Крефельде (нем. Schlacht bei Krefeld) — сражение Семилетней войны, состоявшееся 23 июня 1758 года на окраине Крефельда между 47-тысячным французским войском под командованием дальнего родственника короля Франции графа Клермона и 30,5-тысячным объединённым войском пруссаков и их союзников ганноверцев, гессенцев, брауншвейнгцев, возглавляемых принцем Фердинандом Брауншвейгским. Несмотря на значительное численное превосходство, французы потерпели сокрушительное поражение. По названию поля сражения сражение известно также как Битва на Хюкельме (нем. Schlacht an der Hückelsmay).

## Предыстория
Ганноверская армия во главе с братом герцога Брауншвейгского Фердинандом, оттеснила французов во главе с графом де Клермоном обратно через Рейн. Собственная армия Фердинанда переправилась на левый берег Рейна и теперь могла угрожать Франции. Битва при Райнберге 12 июня закончилась отсутствием чёткой победы какой-либо из сторон. Клермон, недавно сменивший герцога де Ришельё в командовании французской армией, пытался остановить продвижение Фердинанда. Он выбрал линию обороны на южной стороне обнесенного стеной канала, идущего примерно с востока на запад. Таким образом, обнесенный стеной канал представлял собой своего рода естественное укрепление, которое, по мнению Клермона, было легко защитить.

## Ход сражения
Генерал Клермон занимал укреплённую позицию в Фишельне (нем. Fischeln, ныне- район Крефельда, южная часть города), ожидая подхода армии принца Субиза, назначенной ему в подкрепление. Однако союзники опередили Субиза, принц Брауншвейгский переправился через Рейн уже 2 июня, накануне сражения он стоял лагерем между Кемпеном и Хюльсом (нем.Hüls, ныне- северная оконечность Крефельда). Соответственно, французы ожидали нападения с севера, однако, принц Брауншвейгский, обойдя французские позиции с флангов, неожиданно ударил по французам с юга. Ему удалось зажать французскую армию в клещи между наполненным водой рвом и Ландвером (средневековыми валами и укреплениями, возведёнными в XIV веке). Прусская кавалерия, преодолев Ландвер с севера, атаковала французский резерв и вынудила его к отступлению. К вечеру сражение завершилось убедительной победой союзников. Разбитая французская армия отошла к Нойсу.
Сочетание фланговых и фронтальной атаки (прусская кавалерия) самостоятельных групп войск явилось для того времени новаторским приёмом, в дальнейшем, развитым в битвах при Торгау, Буркерсдорфе, Фрайберге.

## Итоги сражения
Французы потеряли 5200 человек убитыми и ранеными, 3000 попали в плен. Понесённое поражение вынудило французское командование направить на Рейн дополнительные силы. Клермон был смещён, его место заступил генерал Контад. Новый командующий искусными маневрами вынудил принца Брауншвейгского уже 9 августа оставить Крефельд и переправиться обратно на правый берег Рейна, куда Контад за ним последовал.